# Byblis pilbarana
Byblis pilbarana ist eine Pflanzenart aus der Gattung der Regenbogenpflanzen (Byblis) innerhalb der Familie der Regenbogenpflanzengewächse (Byblidaceae). Diese fleischfressende Pflanze kommt nur in der Provinz Pilbara im nordwestlichen Teil Western Australias vor.

## Beschreibung

### Vegetative Merkmale
Byblis pilbarana wächst als einjährige krautige Pflanze und erreicht Wuchshöhen von 20 bis 25 Zentimetern. Je Pflanzenexemplar wird nur ein halb bis straff aufrechter und unverzweigter Stängel gebildet. Ihr Wurzelwerk ist feingliedrig und haarähnlich.
Die Laubblätter stehen entweder im rechten Winkel vom Stängel ab oder sind leicht bis stark nach oben gerichtet. Die Laubblätter sind stielähnlich und rundum mit gestielten Sekretdrüsen besetzt.

### Generative Merkmale
Die Blüten stehen während der Anthese steil nach oben gerichtet, einzeln in den Blattachseln im oberen Bereich der Stängel. Die Blütenstiele sind relativ lang und mit Drüsenhaaren bedeckt.
Die zwittrige Blüte ist radiärsymmetrisch und fünfzählig mit doppelter Blütenhülle. Die fünf haltbaren Kelchblätter sind nur an ihrer Basis verwachsen und die überlappen sich dachziegelartig. Die fünf Kronblätter sind malvenfarben.

## Ökologie
Byblis pilbarana wächst als Sommerannuelle und ist eine fleischfressende Pflanze.
Die Blüten geben ihre Pollen erst durch die Schallfrequenz eines anfliegenden Bestäubers frei (sog. Vibrationsbestäubung), am Naturstandort sind dies meist Bienen und Schwebfliegen. Die Gestalt, Färbung und Größe der Blüten stellt vermutlich eine Nachahmung der Blüten bestimmter Fransenlilien (Thysanotus) dar. Die Gattung Thysanotus ist ebenfalls in Australien beheimatet und viele Arten gedeihen an denselben Naturstandorten wie die Regenbogenpflanzen. Und auch die Blüten von Fransenlilien werden durch Vibrationsbestäubung befruchtet.

## Vorkommen und Gefährdung
Dieser Endemit kommt nur in der Provinz Pilbara im nordwestlichen Teil des australischen Bundesstaat Western Australias vor. Sie ist nur von wenigen Fundorten in der Umgebung von Port Hedland bekannt.
Byblis pilbarana gedeiht in einem semiariden Gebiet auf sogenannten Inselbergen, die reich an Stachelkopfgräsern sind. Sie gedeiht meist auf Granitfelsen, dauerfeuchten und sandigen Böden.
Da keine Fundorte beeinträchtigt sind, ist Byblis pilbarana in der Roten Liste von IUCN als LC = least concern = „nicht gefährdet“ eingestuft.

## Systematik
Diese Art wurde zum ersten Mal aufgesammelt durch Allen Lowrie und Gordon Graham am 19. Juli 2009 in Red Rock, 10 km südlich von Indee Cattle Stations südlich von Port Hedland in Pilbara in Western Australia und unter der Sammelnummer Allen Lowrie 4007 hinterlegt. Die Erstbeschreibung von Byblis pilbarana erfolgte 2014 durch Allen Lowrie und John Godfrey Conran in Allen Lowrie: Appendix. Carnivorous Plants of Australia Magnum Opus, 3, 1268. Das Artepitheton pilbarana bezieht sich auf das Heimatgebiet dieser Art, die Provinz Pilbara.
Byblis pilbarana gehört zum Liniflora-Komplex der Gattung Byblis. Von Byblis pilbarana ist die nächstverwandte Schwesterart Byblis rorida.